# Looberghe
Looberghe é uma comuna francesa na região administrativa de Altos da França, no departamento do Norte. Estende-se por uma área de 19.55 km². Em 2010 a comuna tinha 1 204 habitantes (densidade: 61,6 hab./km²).